# Trimlini
Trimlini (węg. Hármasmalom) – wieś w Słowenii, w gminie Lendava. 1 stycznia 2018 liczyła 308 mieszkańców.